# Província de Jerada
La província de Jerada (àrab: إقليم جرادة, iqlīm Jarāda; amazic estàndard marroquí: ⵜⴰⵎⵏⴱⴰⴹⵜ ⵏ ⵊⵔⴰⴷⴰ, tamnbaḍt n Jrada) és una de les províncies del Marroc, fins 2015 part de la regió de L'Oriental  i actualment de la nova regió de L'Oriental. Té una superfície de 8.640 km² i 97.047 habitants censats en 2012. La capital és Jerada. Fou creada en 1994 i limita al nord amb la prefectura d'Oujda-Angad, a l'est amb Algèria, al sud amb la província de Figuig i a l'oest amb la província de Taourirt.

## Demografia
| 117.696                                       | 105.840 | 97 047 |
| 1994, 2004 : cens oficial ; 2012 : projecció. |         |        |

## Divisió administrativa
La província de Jerada consta de 3 municipis i 10 comunes:
| Nom                   | Codi geogràfic | Tipus        | Habitatges | Població | Estrangers | Locals | Notes                                                                                       |
| --------------------- | -------------- | ------------ | ---------- | -------- | ---------- | ------ | ------------------------------------------------------------------------------------------- |
| Ain Bni Mathar        | 275.01.03.     | Municipi     | 2519       | 13526    | 85         | 13441  |                                                                                             |
| Jerada                | 275.01.17.     | Municipi     | 8120       | 43916    | 46         | 43870  |                                                                                             |
| Touissit              | 275.01.35.     | Municipi     | 716        | 3429     | 9          | 3420   |                                                                                             |
| Gafait                | 275.03.03.     | Comuna rural | 441        | 2654     | 1          | 2653   |                                                                                             |
| Guenfouda             | 275.03.05.     | Comuna rural | 1009       | 5748     | 11         | 5737   |                                                                                             |
| Laaouinate            | 275.03.07.     | Comuna rural | 628        | 3790     | 1          | 3789   |                                                                                             |
| Lebkhata              | 275.03.09.     | Comuna rural | 371        | 2546     | 0          | 2546   |                                                                                             |
| Ras Asfour            | 275.03.13.     | Comuna rural | 273        | 1694     | 15         | 1679   |                                                                                             |
| Sidi Boubker          | 275.03.15.     | Comuna rural | 547        | 2807     | 8          | 2799   | 1942 residents viuen al centre, anomenat Sidi Boubker; 865 residents viuen en zones rurals. |
| Tiouli                | 275.03.21.     | Comuna rural | 1019       | 6317     | 104        | 6213   | 1997 residents viuen al centre, anomenat Oued Heimer; 4320 residents viuen en zones rurals. |
| Bni Mathar            | 275.05.01.     | Comuna rural | 1152       | 7089     | 7          | 7082   |                                                                                             |
| Mrija                 | 275.05.11.     | Comuna rural | 453        | 2841     | 1          | 2840   |                                                                                             |
| Oulad Ghziyel         | 275.05.13.     | Comuna rural | 819        | 6488     | 2          | 6486   |                                                                                             |
| Oulad Sidi Abdelhakem | 275.05.15.     | Comuna rural | 401        | 2995     | 18         | 2977   |                                                                                             |